# バルト 新たなる旅立ち
『バルト 新たなる旅立ち』（バルト あらたなるたびだち、原題：Balto II: Wolf Quest）は、2002年製作のアメリカ製ビデオ映画。フルアニメのアドベンチャー映画。1995年製作のアメリカ映画『バルト』の続編。

## キャスト
| 役名     | 俳優                       | 日本語吹き替え版                                                 |
| -------- | -------------------------- | ---------------------------------------------------------------- |
| バルト   | モーリス・ラマーシュ       | てらそままさき                                                   |
| ジェナ   | ジョディ・ベンソン         | 藤田淑子                                                         |
| ナヴァ   | デヴィッド・キャラダイン   | 小林清志                                                         |
| アルー   | レイシー・シャベール       | 安藤麻吹                                                         |
| ニジュー | マーク・ハミル             | 大塚明夫                                                         |
| ムール   | ピーター・マクニコル       | 三ツ矢雄二                                                       |
| ボリス   | チャールズ・フライシャー   | 安原義人                                                         |
| テリア   | ロブ・ポールセン           | 岩崎ひろし                                                       |
| ディンゴ | ニコレット・リトル         | 浅井清己                                                         |
| サバ     | メラニー・スポア           | 小暮英麻                                                         |
| マック   | ケヴィン・ション           | 玄田哲章                                                         |
| ハンター | ジョー・アラスキー         | 高瀬右光                                                         |
| アナイユ | モナエ・マイケル           | 鈴木弘子                                                         |
| キツネ   | メアリー・ケイ・バーグマン | 滝沢ロコ                                                         |
| その他   |                            | くわはら利晃 中村秀利 浅野るり 清水敏孝 重松朋 出口佳代 園田恵子 |

## 日本語版制作スタッフ
- 演出：佐藤敏夫
- 翻訳：杉田朋子
- 制作：東北新社